# 상하이 특급
《상하이 특급》(영어: Shanghai Express)은 1932년 개봉한 로맨스 모험 영화다. 조셉 폰 스턴버그와 마를레네 디트리히가 미국으로 건너온 후 만든 3번째 영화다.

## 출연

### 주연
- 마를렌 디트리히
- 클리브 브룩

### 조연
- 안나 메이 웡
- 워너 올랜드
- 유진 팔렛
- 로렌스 그랜트
- 구스타프 본 세이퍼티츠
- 에밀 샤타드

## 기타
- 미술: 한스 드레이어
- 의상: 트라비스 밴톤